# Nati nel 2000
| Questa pagina contiene informazioni ricavate automaticamente dalle voci biografiche con l'ausilio del template Bio e di un bot. L'aggiornamento è periodico e automatico e ricostruisce completamente la pagina. Se manca una persona in questa lista, sei pregato di non aggiungerla, ma accertati piuttosto che la sua voce biografica contenga il template Bio e che i dati anagrafici siano correttamente compilati. Se il template Bio manca, inseriscilo tu stesso o, in alternativa, metti l'avviso {{tmp\|Bio}} che ne segnala la mancanza. Se i dati riportati sono sbagliati, correggi direttamente la voce biografica; le modifiche saranno visibili in questa lista entro pochi giorni. Per chiarimenti vedi il progetto biografie. La lista contiene solo le 3.927 persone che sono citate nell'enciclopedia e per le quali è stato implementato correttamente il template Bio. Pagina aggiornata al 18 ago 2025. |

## Senza giorno specificato(26)
- Manisha Bhanwala, lottatrice indiana
- Kevin Börzsei, giocatore di football americano svedese
- Catalina, wrestler cilena
- Mariana Drăguțan, lottatrice moldava
- A.J. Edu, cestista filippino
- Sira-Anna Faal, attrice e cantante tedesca
- Amir Hossein Firouzpour, lottatore iraniano
- Alec Greven, scrittore statunitense
- Aref Habibollahi, lottatore iraniano
- Kasper Harju, giocatore di football americano finlandese
- Kara Jackson, poetessa e cantautrice statunitense
- Alexandra Jensen, attrice australiana
- Markella Kavenagh, attrice australiana
- Akbar Kurbanov, lottatore kazako
- Emmet Lappi, giocatrice di football americano finlandese
- Jon López, attore, musicista e modello spagnolo
- Martin Mandík, giocatore di football americano ceco
- Naveen Naveen, lottatore indiano
- Neeraj Neeraj, lottatore indiano
- Roope Niskanen, giocatore di football americano finlandese
- Dmitrij Smilevski, ballerino russo
- Trannos, rapper greco
- István Takács, lottatore ungherese
- Louis Tribouley, giocatore di football americano francese
- Ali Akbar Yousefi, lottatore iraniano
- Taiyrbek Zhumashbek Uulu, lottatore kirghiso